# قارص‌لی (سیحان)
قارص‌لی (به ترکی استانبولی: Karslı) یک منطقهٔ مسکونی در ترکیه است که در سیحان واقع شده‌است.